# Wäinö Aaltonen
Wäinö Aaltonen (Marttila, 8. ožujka 1891. – Helsinki, 30. svibnja 1966.), finski kipar.
Najistaknutiji je predstavnik modernog kiparstva u Finskoj. Autor je figuralnih kompozicija, portreta i spomenika (A. Kivi; Pali borci; brončana statua atletičara Paave Nourmija) u kojima povezuje domaću skulptorsku tradiciju strogih, jednostavih linija sa suvremenim europskim izrazima, osobito kubizmom.